# Мадона деле Грације (Трапани)
Мадона деле Грације је насеље у Италији у округу Трапани, региону Сицилија.
Према процени из 2011. у насељу је живело 110 становника. Насеље се налази на надморској висини од 130 м.